# Ievdokia Rostoptxinà
La comtessa Ievdokia Petrovna Rostoptxinà, rus: Евдоки́я Петро́вна Ростопчина́, de soltera Suixkova, rus: Сушко́ва (4 de gener [C.J. 23 de desembre de 1811] de 1812, Moscou – 15 de desembre [C.J. 3 de desembre] de 1858, Moscou) fou una poetessa, traductora, dramaturga i prosista russa, amfitriona de saló literari.

## Biografia
Era filla del conseller d'estat reial Piotr Vassilievitx Suixkov (1783-1855) del seu matrimoni amb Daria Ivànovna Paixkova (1790-1817) i cosina de Iekaterina Suixkova i Piotr Dolgorúkov.
Després d'haver perdut la mare als sis anys, Ievdokia Suixkova, juntament amb els seus dos germans petit, va créixer a Moscou en la família benestant del seu avi, el pare de la mare, Ivan Aleksàndrovitx Paixkov. La nena llegia molt i va estudiar alemany, francès, italià i anglès. El 1831, Piotr Viàzemski, un amic de la casa, va publicar a l'almanac “Flors del Nord” el seu primer poema, titulat “El talismà”, rus: Талисман amb la signatura D-a.
Amb l'objectiu de desfer-se de l'opressió de la seva família, Ievdokia va decidir, als vint-i-dos anys, d'acceptar la proposta del jove i ric comte Andrei Fiódorovitx Rostoptxin (1813-1892), fill de l'antic comandant en cap de Moscou. El casament va tenir lloc el desembre de 1832, i els joves van viure feliços i obertament a casa seva a la Lubianka. Rostoptxinà, però, estava molt descontenta amb el seu rude i cínic espòs i va començar a buscar entreteniment al món, envoltada per una multitud de seguidors, que no eren gaire cruels. La vida social dispersa, interrompuda per freqüents i llargs viatges per Rússia i per l'estranger, no va impedir que Rostoptxinà es dediqués amb entusiasme a les seves activitats literàries.
El 1836 la família es va traslladar a Sant Petersburg, on la comtessa va ser ben rebuda en l'alta societat intel·lectual de la capital. La seva obra literària va comptar amb el suport de poetes com Lérmontov, Puixkin, Jukovski. Ogariov, Mei i Tiúttxev van dedicar-li els seus poemes. El seu popular saló literari acollia hostes il·lustres com ara Viàzemski, Gógol, Miàtlev, Pletniov, Odóievski i altres.
Els anys 1833 a 1842, la parella Rostoptxín passà una vegada i una altra la temporada càlida a la seva finca al poble d'Anna, gubèrnia de Vorónej. Van néixer els anys 1837-1839 les seves filles Olga i Lídia i el seu fill Guéktor. El 1840, la poetessa es va mantenir al poble durant tot l'any i va tenir temps lliure per a la producció poètica sobre el tema de l'amor no correspost. Tot i que Rostoptxinà també va escriure novel·les i comèdies, la seva prosa no va gaudir de cap èxit particular.
La comtessa Rostoptxinà era tan famosa tan per la seva bellesa com per la seva intel·ligència i el seu talent poètic. Segons els contemporanis, era petita d'estatura, tenia trets irregulars, però expressius i bonics. Els seus ulls grossos, foscos i de mirada curta eren "foc ardent". El seu discurs, apassionat i fascinant, es transmetia ràpidament i sense problemes. A causa d'això, va ser objecte de moltes xafarderies i calúmnies, a les quals sovint donava lloc la vida social. Al mateix temps, posseïdora d'una bondat extraordinària, va ajudar molt els pobres i va donar tot el que va rebre dels seus escrits al príncep Odóievski per a la casa de caritat que aquest va fundar.
Durant el seu viatge a l'estranger, el 1845, la poetessa va escriure una balada al·legòrica titulada "Matrimoni forçat" (rus: Насильный брак), en què condemnava la relació de Rússia amb Polònia. Per ordre de l'enfadat Nicolau I, a Rostoptxinà se li va prohibir aparèixer per la capital; i fins a la mort del tsar va viure a Moscou.
Rostoptxinà va continuar escrivint poesia, obres de teatre, traduccions, però l'interès per la seva obra ja anava minvant. En els darrers anys de la seva vida, va ridiculitzar diversos moviments literaris a Rússia, i finalment es va trobar aïllada. A l'estiu, va marxar de Moscou per anar a la finca de Vóronovo, a prop de Moscou. El 1852 es va publicar el conte "Dona feliç", rus: Счастливая женщина. El 1857, Ogariov va escriure un poema a Rostoptxinà.
Gairebé oblidada pel públic, després de dos anys de malaltia (càncer d'estómac), la comtessa Rostoptxinà va morir el 3 de desembre de 1858. Va ser enterrada a l'antic cementiri de Piatnitskoie a Moscou.

## Obres (selecció)

### Lírica
- 1847: La novel·la desconeguda (Неизвестный роман) 19 poemes
- 1849: La dona insociable (Нелюдимка) Drama en vers
- 1856: El retorn de Txatski a Moscou ... (Возврат Чацкого в Москву...) Gespräch in Versen
- 1856: Poemes (Стихотворения) 48 poemes dels anys 1830–1856

### Prosa
- 1838: El duel (Поединок) Narració
- 1838: Rangs i diners (Чины и деньги) Narració
- 1851: La dona feliç (Счастливая женщина) Novel·la
- 1854: Palazzo Forlì (Палаццо Форли) Narració

### Cartes
- 1839–1858: al comte Odóievski (rus)
- 1851–1856: a Aleksandr Ostrovski (rus)